# Bolivinitidae
Bolivinitidae es una familia de foraminíferos bentónicos de la superfamilia Bolivinitoidea, del suborden  Buliminina y del orden Buliminida. Su rango cronoestratigráfico abarca desde el Mioceno medio hasta la Actualidad.

## Discusión
Clasificaciones previas incluían Bolivinitidae en el suborden Rotaliina y/o orden Rotaliida.

## Clasificación
Bolivinitidae incluye a las siguientes géneros:
- Abditodentrix
- Bolivinita